# Juana de Ibarbourou
Juana de Ibarbourou (Melo, 8 de março de 1892 — Montevidéu, 15 de julho de 1979) foi uma poetisa uruguaia.

## Biografia

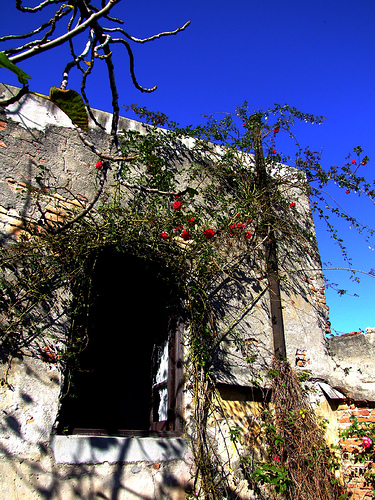
Residência de Ibarbourou, hoje um museu

Juana de Ibarbourou (de solteira: Fernández Morales) nascida em Melo, Uruguai, no dia 8 de Março do ano de 1979, também conhecida como Juana de América, foi uma poetisa uruguaia. É conhecida por sua grande contribuição à literatura hispanoamericana no início do século 20, cujos poemas exaltam sentimentos relacionados ao amor a maternidade. Em 10 de Agosto de 1929 recebeu, no Salón de los Pasos Perdidos del Palacio Legislativo uruguaio, o prêmio de Juana de América pelas mãos de Juan Zorrilla de San Martin, frente a inúmeros poetas e personalidades.Foi enterrada com honra do Ministro do Estado no jazigo de sua família no Cementerio del Buceo. Aos vinte anos de idade casou-se com o capitão Lucas Ibarbourou.  Seu pai era espanhol, de origem galega, nascido em Lourenzá, província de Lugo — cuja biblioteca municipal leva o nome da poetisa —, e sua mãe pertencia a uma das famílias mais antigas do Uruguai.
Notabilizou-se na língua espanhola por suas primeiras coleções de poemas, sendo comparada às poetisas igualmente importantes Gabriela Mistral e Alfonsina Storni. Foi eleita membro da Academia de Letras do Uruguai em 1947, e em 1959 foi-lhe concedido o Prêmio Nacional de Literatura. Marcadas pelo modernismo, suas obras tematicamente exaltam a maternidade, a beleza física, o erotismo e a natureza, com certo lastro retórico. Em 1937, ela viveu em Tacuarembó, no norte do país, por cerca de seis meses, a convite da população local.
Seus três primeiros livros, de estilo modernista, foram o poemário Las lenguas de diamante (1919), a coleção de prosa poética El cántaro fresco (1920) e o poemário Raíz salvaje (1922). Tiveram repercussão internacional e foram traduzidos para diversas línguas.
A originalidade de seu estilo consistiu em unir o rico cromatismo com imagens modernistas, dando-lhe um sentido otimista da vida, com uma linguagem sensível, sem complexidades conceituais, que redunda em uma expressividade fresca e natural. A partir de então, publicou mais de trinta livros, a maioria coleções de poesias, embora tenha escrito também memórias de sua infância Chico Carlo (1944) e um livro infantil.
Sua ampla popularidade fê-la merecedora do apelido Juana de América, que foi utilizado em uma homenagem oficial em 1929. Por sua parte, ela se denominou "filha da natureza".
Em 1932, Juana de Ibarbourou inspirou um concurso pelo qual se criou a bandeira do povo hispânico.
Faleceu em Montevidéu, aos oitenta e sete anos de idade.

## Biblioteca Juana de Ibarbouro
Fundada em 1934, a Biblioteca Juana de Ibarbourou conta com um acervo de mais de 10.000 exemplares. Para ser declarada como CCN, a Área de Gestión Territorial de la Dirección Nacional de Cultura equipou tecnologicamente junto com a Antel uma de suas salas, tornando apta para receber propostas de ações culturais.

## Obra

### Poesia
- Las lenguas de diamante (1919)
- Raíz salvaje (1922)
- La rosa de los vientos (1930)
- Perdida (1950)
- Azor (1953)
- Mensaje del escriba (1953)
- Romances del Destino (1955)
- Angor Dei (1967)
- Elegía (1968)
- Obra completa (Acervo del Estado) (1992, cinco volumes ao cuidado de Jorge Arbeleche)
- Obras escogidas (Seleção, prólogo e notas ao cargo de Sylvia Puentes de Oyenard. Santiago de Chile, Editorial Andrés Bello, 1999)

### Prosa
- Cántaro fresco (1920)
- Ejemplario (1928, libro infantil)
- Loores de Nuestra Señora (1934, comentários sobre os nomes da Virgem Maria)
- Estampas de la Biblia (1934)
- Chico Carlo (1944, contos autobiográficos sobre sua infância)
- Los sueños de Natacha (1945, teatro infantil sobre temas clássicos)
- Canto Rodado (1958)
- Juan Soldado (1971, coleção de dezoito relatos)